# گواچئون
گواچئون (به لاتین: Gwacheon) یک شهر و تقسیمات کشوری کره جنوبی در کره جنوبی است که در گیونگی-دو واقع شده‌است. گواچئون ۳۵٫۸۶ کیلومتر مربع مساحت و ۷۲٬۰۸۸ نفر جمعیت دارد.

## خواهرخوانده
شهر ماکن، جورجیا خواهرخواندهٔ گواچئون هست.